# Mycale sanguinea
Mycale sanguinea är en svampdjursart som beskrevs av Tsurnamal 1969. Mycale sanguinea ingår i släktet Mycale och familjen Mycalidae. Inga underarter finns listade i Catalogue of Life.